# Піоглітазон
Піоглітазон (англ. Pioglitazone, лат. Pioglitazonum) — таблетований цукрознижуючий лікарський засіб класу тіазолідинедіонів для прийому всередину. Піоглітазон розроблений у лабораторії японської компанії «Takeda Pharmaceutical Company» за результатами тривалих досліджень групи хімічних речовин, які розпочались у 1975 році, а піоглітазон був безпосередньо відібраний для подальших досліджень у 1982 році. Препарат запатентований у 1985 році, та застосовується в медичній практиці з 1999 року. У 2011 році піоглітазон з міркувань безпечності виведений з фармацевтичного обігу в Німеччині та Франції.

## Фармакологічні властивості
Піоглітазон — синтетичний препарат, що належить до класу тіазолідинедіонів. Механізм дії препарату полягає в активуванні γ-рецепторів, які активуються проліфератором пероксисом, унаслідок чого модулюється транскрипція низки генів, чутливих до інсуліну, які беруть участь у контролі рівня глюкози в крові та в метаболізмі ліпідів, що призводить до зниження інсулінорезистентності в периферичних тканинах та у печінці, внаслідок чого збільшується утилізація глюкози та зниження викиду глюкози з печінки; проте на відміну від низки інших пероральних протидіабетичних препаратів піоглітазон не підвищує продукцію інсуліну бета-клітин підшлункової залози. Унаслідок вживання піоглітазону спостерігається зниження рівня глюкози в крові, зниженню рівня інсуліну в крові, та зниженню рівня глікованого гемоглобіну. При застосуванні піоглітазону спостерігається також зниження рівня тригліцеридів, збільшує кількість великих легких часток у загальній фракції ліпопротеїнів низької щільності, не підвищуючи загалом концентрації цих ліпопротеїнів у крові, та збільшує концентрацію в крові ліпопротеїдів високої щільності. При застосуванні піоглітазону спостерігається зменшення співвідношення внутрішнього та середнього шару стінки в каротидних судинах, зменшення ймовірності серцево-судинних подій, зменшення розмірів гострого інфаркту міокарду, зниження артеріального тиску, та стабілізація атеросклеротичних бляшок. При застосуванні піоглітазону також покращується перебіг неалкогольного стеатогепатиту, бронхіальної астми, та псоріазу. Проте низка клінічних досліджень пов'язує тривалий прийом піоглітазону з розвитком раку сечового міхура., проте низка подальших досліджень спростували цей ризик.

### Фармакокінетика
Піоглітазон швидко та добре всмоктується після перорального застосування, біодоступність препарату складає понад 80 %. Максимальна концентрація піоглітазону в крові досягається протягом 2 годин після прийому препарату. Піоглітазон майже повністю (на 99 %) зв'язується з білками плазми крові. Препарат не проникає через плацентарний бар'єр, даних за виділення гліквідону в грудне молоко немає. Метаболізується препарат у печінці з утворенням активних метаболітів. Виводиться піоглітазон із організму переважно з калом (на 55 %), частково (близько 45 %) виводиться з сечею. Період напіввиведення піоглітазону з організму складає 5—6 годин, період напіввиведення активних метаболітів препарату складає 16—23 години, даних за зміни цього часу при порушеннях функції печінки або нирок немає.

## Покази до застосування
Піоглітазон застосовують при цукровому діабеті ІІ типу як у вигляді монотерапії, так і в поєднанні з іншими пероральними цукрознижуючими препаратами або інсуліном.

## Побічна дія
При застосуванні піоглітазону можуть спостерігатися наступні побічні ефекти:
- Алергічні реакції — анафілактоїдні реакції, набряк Квінке, кропив'янка.
- З боку травної системи — метеоризм,.
- З боку нервової системи та органів чуттів — головний біль, запаморочення, гіпестезія, швидка втомлюваність, порушення зору, набряк макули.
- З боку обміну речовин — гіпоглікемія, збільшення маси тіла.
- З боку серцево-судинної системи — задишка, серцева недостатність.
- З боку опорно-рухового апарату — артралгії, переломи кісток.
- Інші побічні ефекти — інфекції верхніх дихальних шляхів, синусит, еректильна дисфункція.
- Зміни в лабораторних аналізах — глюкозурія, протеїнурія, підвищення рівня активності ферментів печінки.

## Протипокази
Піоглітазон протипоказаний при підвищеній чутливості до препарату, цукровому діабеті І типу, кетоацидозі, важкій серцевій недостатності, виражених порушеннях функції печінки, раку сечового міхура, макроскопічній гематурії, в дитячому віці, не рекомендоване застосування при вагітності та годуванні грудьми.

## Форми випуску
Піоглітазон випускається у вигляді таблеток по 0,015; 0,03; 0,045 г; та у вигляді комбінованих препаратів з метформіном і глімепіридом.